# General Electric J47
General Electric J47 var en turbojetmotor (GE firmabetegnelse TG-190) som blev udviklet af General Electric på basis af den tidligere J35. Motoren blev startet første gang 21.Juni 1947, og fløj første gang i Maj 1948. J47 var den første aksiale turbojetmotor der blev godkendt til kommerciel anvendelse i USA. Den blev benyttet i mange forskellige flytyper, og der blev fremstillet mere end 30.000 eksemplarer før produktionen blev indstillet i 1956. Motoren var i tjeneste ved USAs militær indtil 1978. Packard byggede i alt 3.025 af motorerne på licens.

## Design og udvikling
Der foreligger ikke mange data om motorens udvikling.
J47-designet benyttede erfaringer fra den tidligere TG-180/J35 motor, som tidsskriftet Flight i 1948 beskrev som den mest udbredte amerikansk-opfundne turbojet.
Driftstiden mellem renoveringer for en J47 var kun 15 timer i 1948, men steg til teoretisk 1.200 timer i 1956; i praksis var kun 625 timer opnåelige (Til sammenligning skal en moderne General Electric F110 tages ud af flystellet og inspiceres hver 2000 driftstimer). For eksempel var J47-GE-23 godkendt til 225 timers time between overhaul (TBO). Denne motor ville, installeret i en F-86F, svigte en gang for hver 33.000 driftstimer i 1955 og 1956.

## Varianter
J47-GE-1
4.850 pounds-force (22 kN) trykkraft
J47-GE-2
6.000 pounds-force (27 kN) ved 7.950 omdr. pr. minut, benyttet i North American FJ-2 Fury
J47-GE-11
Benyttet i Boeing B-47A og B-47B
J47-GE-13
Benyttet i North American F-86E Sabre & North American B-45C tornado
J47-GE-15
Benyttet i North American B-45C tornado
J47-GE-17
5.425 pounds-force (24 kN) ved 7.950 omdr. 'tør', 7.350 pounds-force (33 kN) ved 7.950 omdr. 'våd' (med efterbrænder), benyttet i North American F-86D Sabre
J47-GE-17B
5.425 pounds-force (24 kN) trykkraft
J47-GE-19
5.200 pounds-force (23 kN), benyttet i Convair B-36D & B-36F
J47-GE-23
5.800 pounds-force (26 kN), benyttet i Boeing B-47B og RB-47B
J47-GE-25
5.970 pounds-force (27 kN) trykkraft 'tør', 6.970 pounds-force (31 kN) med vandindsprøjtning, benyttet i Boeing B-47E og RB-47E
J47-GE-27
5.970 pounds-force (27 kN) trykkraft, benyttet i North American F-86F Sabre
J47-GE-33
5.550 pounds-force (25 kN) trykkraft, benyttet i F-86F & F-86K

## Anvendelse
- Boeing B-47 Stratojet
- Boeing KB-50J Superfortress
- Boeing KC-97 Stratofreighter
- Chase XC-123A
- Convair B-36 Peacemaker
- Convair NB-36
- Curtiss XF-87 Blackhawk
- Martin XB-51
- North American B-45 Tornado
- North American F-86 Sabre
- North American F-86D Sabre
- North American FJ-2 Fury
- Republic XF-91 Thunderceptor

Køretøjer der benyttede motoren:
- Spirit of America
- M-497 Black Beetle jetdrevet lokomotiv

## Den atomdrevne X39
I 1950-erne førte militærets interesse i udviklingen af atomdrevne fly til at GE eksperimenterede med to atomdrevne gasturbinedesigns, det ene baseret på J47, det andet på en ny og langt større motor kaldet X211.
Designet baseret på J47 blev til X39-programmet. Dette system bestod af to modificerede J47 motorer som, i stedet for at forbrænde jetbrændstof, modtogm deres opvarmede og komprimerede luft fra en varmeveksler der var en bestanddel af Heat Transfer Reactor Experiment (HTRE) reaktoren. X-39 blev med succes benyttet sammen med tre forskellige reaktorer, HTRE-1, HTRE-2 og HTRE-3. Hvis ikke programmet var blevet aflyst, ville disse motorer have været benyttet i den planlagte Convair X-6.

## Specifikationer (J47-GE-25)
| Type:                       | turbojet               |                                       |
| Længde:                     | 145 inches             | 370 cm inkl. udstødningskegle         |
| Diameter:                   | 36,75 inches           | 93,3 cm max.                          |
| Vægt:                       | 2.554 pounds           | 1.158 kg tør, med udstyr              |
| Kompressor:                 | 12-trins               | aksial kompressor                     |
| Turbine:                    | Ettrins                | aksial                                |
| Brændstof:                  | JP-1, JP-2, JP-3, JP-4 | eller MIL-F-5572 benzin               |
| Smøring:                    | Tryksmurt spray        | med evakueringspumpe                  |
| Trykkraft:                  | 5.970 lbf              | 26,56 kN 'tør' ved 7.950 omdr.pr.min. |
|                             | 6.970 lbf              | 31,00 kN med vandindsprøjtning        |
| Kompression:                | 5,35                   |                                       |
| Luftflow:                   | 92 lb                  | 42 kg pr. sekund                      |
| Specifikt brændstofforbrug: | 1.014 lb/lbf/time      | 103,36 kg/kN/time                     |
| Trykkraft/vægt:             | 2.34 lbf/lb            | 22.95 N/kg ved 'tør' takeoff          |